# Doktor Karneval
Doktor Karneval är en urvalsvolym med dikter av den tyske poeten Rolf Dieter Brinkmann (1940–1975) i svensk översättning av Mikael Ejdemyr. Den utkom 1988 på Bakhåll. Översättaren stod för urval och skrev även ett förord. Boken är till dags dato (2017) den enda som utgivits av författaren på svenska.

## Innehåll
Urvalet består av 28 korta och långa dikter ur hela Brinkmanns diktproduktion från debutdiktsamlingen Ihr nennt es Sprache (1962) till Westwärts 1 & 2 (1975). Dikterna radas inte upp efter tillkomsttid i kronologisk ordning. Efter några inledande dikter om diktens väsen påbörjas istället, enligt översättarens förord, "en livsreseskildring från barndom till mandom genom äktenskap och platser ur en generös decennielång poetisk utvidgning".